# CSIRAC

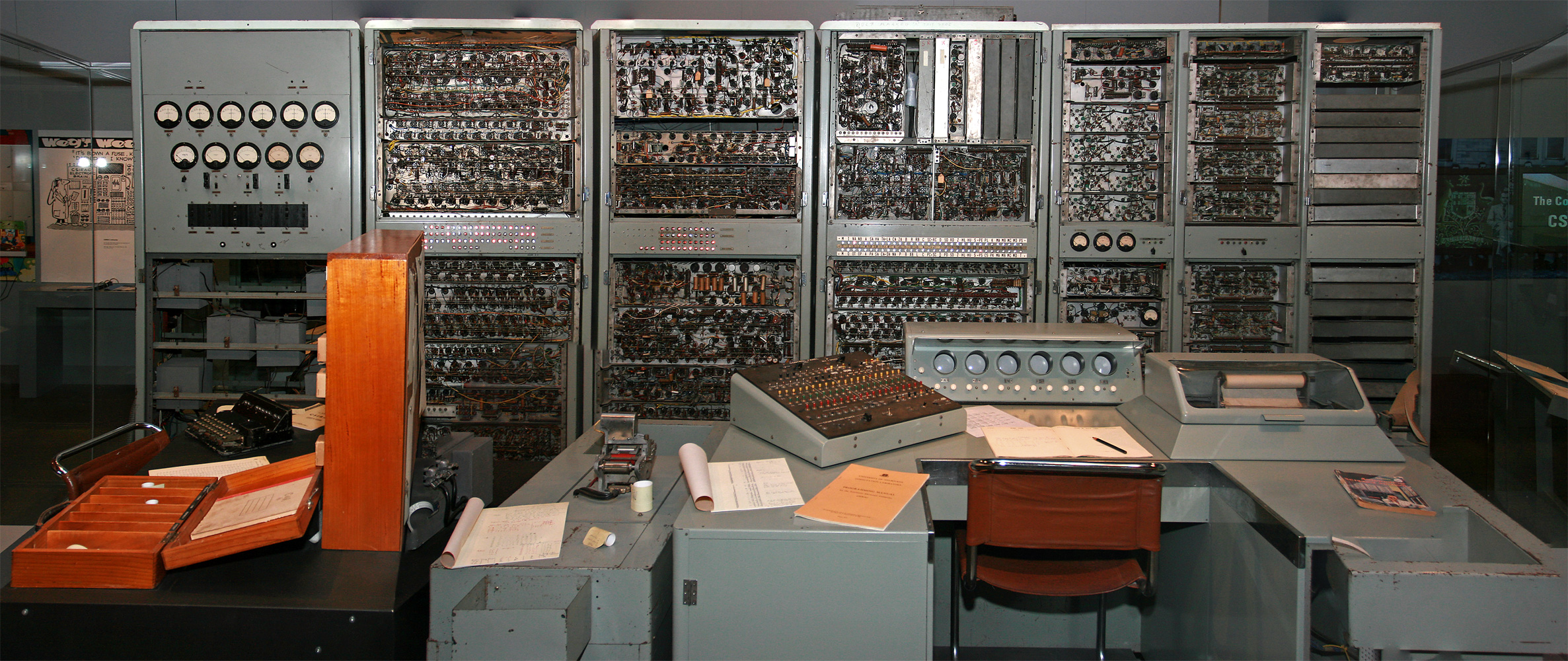
La CSIRAC (Council for Scientific and Industrial Research Automatic Computer: Computadora Automática del Consejo para la Investigación Industrial y Científica), la primera computadora digital de Australia, y la cuarta computadora del mundo con programa almacenado. Inaugurada en noviembre de 1949, es la única computadora de primera generación en el mundo, y está en exhibición permanente en el museo de Melbourne.

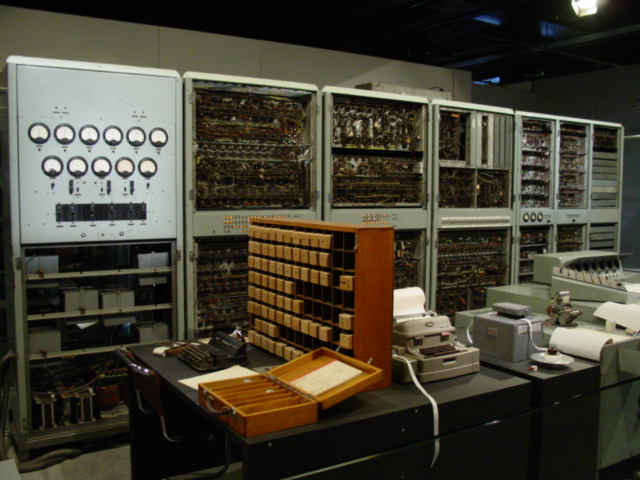
La computadora CSIRAC vista de costado.

La CSIRAC es un prototipo de computadora creada en Australia en 1949.
La máquina fue representativa de los diseños de computadoras de primera generación basados en tubos de vacío.

## Diseño
Como almacenamiento de datos principal utilizaba líneas de retardo acústico de mercurio, con una capacidad típica de 768 palabras de 20 bit (posteriormente duplicada), suplementadas por un tambor magnético con un total de 4096 palabras de capacidad y un tiempo de acceso de 10 milisegundos. Su reloj de memoria corría a 1000 Hz, con la unidad de control sincronizada a ese reloj y tomando dos ciclos para ejecutar una instrucción (posteriormente la velocidad se dobló a una instrucción por ciclo). El bus (que en su diseño se llamaba el "tronco de dígitos") es extraño comparado con la mayoría de los computadores en los que era en serie: transfería un bit cada vez. El conjunto de instrucciones era mínimo, pero soportaba el conjunto básico de operaciones aritméticas y lógicas, así como también saltos condicionales y relativos (permitiendo escribir una librería de subrutinas). La entrada a la máquina se realizaba por medio de una cinta de papel perforado, después de que los experimentos con tarjetas perforadas no fueran satisfactorios. La máquina estaba controlada a través de una consola que permitía que los programas fueran secuenciados, y visualizadores CRT que mostraban los contenidos de los registros. La salida era a través de un teleprinter estándar o una cinta perforada.

## Usos
Las máquina, como todas las máquinas de esa generación, no tenía sistema operativo. En 1960, Geoff Hill desarrolló un lenguaje de programación interpretado de alto nivel llamado INTERPROGRAM. Era similar a las formas primerizas de BASIC, el cual fue diseñado en 1963 para las series GE-200 con transistores de 20 bit.
Entre 1950 y 1951, la CSIRAC fue usada para reproducir música, el primer uso conocido de un computador digital para este propósito. Esa música nunca fue grabada, pero ha sido reconstruida con exactitud.
En 1955, con la decisión del CSIR de que el desarrollo de computación estaba fuera de sus propósitos, la máquina se transfirió desde su hogar al Laboratorio de RadioFísica en el CSIR de la Universidad de Melbourne (en Sídney), donde fue útil hasta 1964 como la única instalación de computación académica de Australia. Muchos pioneros del uso de computadoras en Australia tuvieron allí su primer contacto con la computación.

## Destino
En 1964, CSIRAC fue apagado por primera vez. Su importancia histórica fue ya reconocida en esa etapa, y se almacenó con planes para posteriores exhibiciones en un museo. La máquina fue almacenada el resto de los años sesenta y años setenta, antes de ser configurada para exhibición en un colegio técnico desde 1980 hasta 1992. Entonces fue almacenada nuevamente.
En los años noventa se reavivó el interés en esta máquina. En 1996 se realizó una conferencia sobre la misma.
La computadora CSIRAC encontró finalmente un hogar en el Museo de Melbourne en el año 2000. No ha sido usada desde que se la apagó, pero muchos de los programas que se ejecutaron han sido preservados, y se escribió para ellos un emulador. Sus guardianes han decidido que, aparte del enorme coste de recuperar el dispositivo y el número de reparaciones que serían necesarias para hacer que operara de manera segura (CSIRAC usaba 30 kilovatios de potencia en activo), perjudicaría su originalidad histórica.